# Moisés Ramírez
Wellington Moisés „Araña” Ramírez Preciado (ur. 9 września 2000 w Guayaquil) – ekwadorski piłkarz występujący na pozycji bramkarza, reprezentant Ekwadoru, od 2020 roku zawodnik Independiente del Valle.